# Espèce protégée
 (mai 2007).

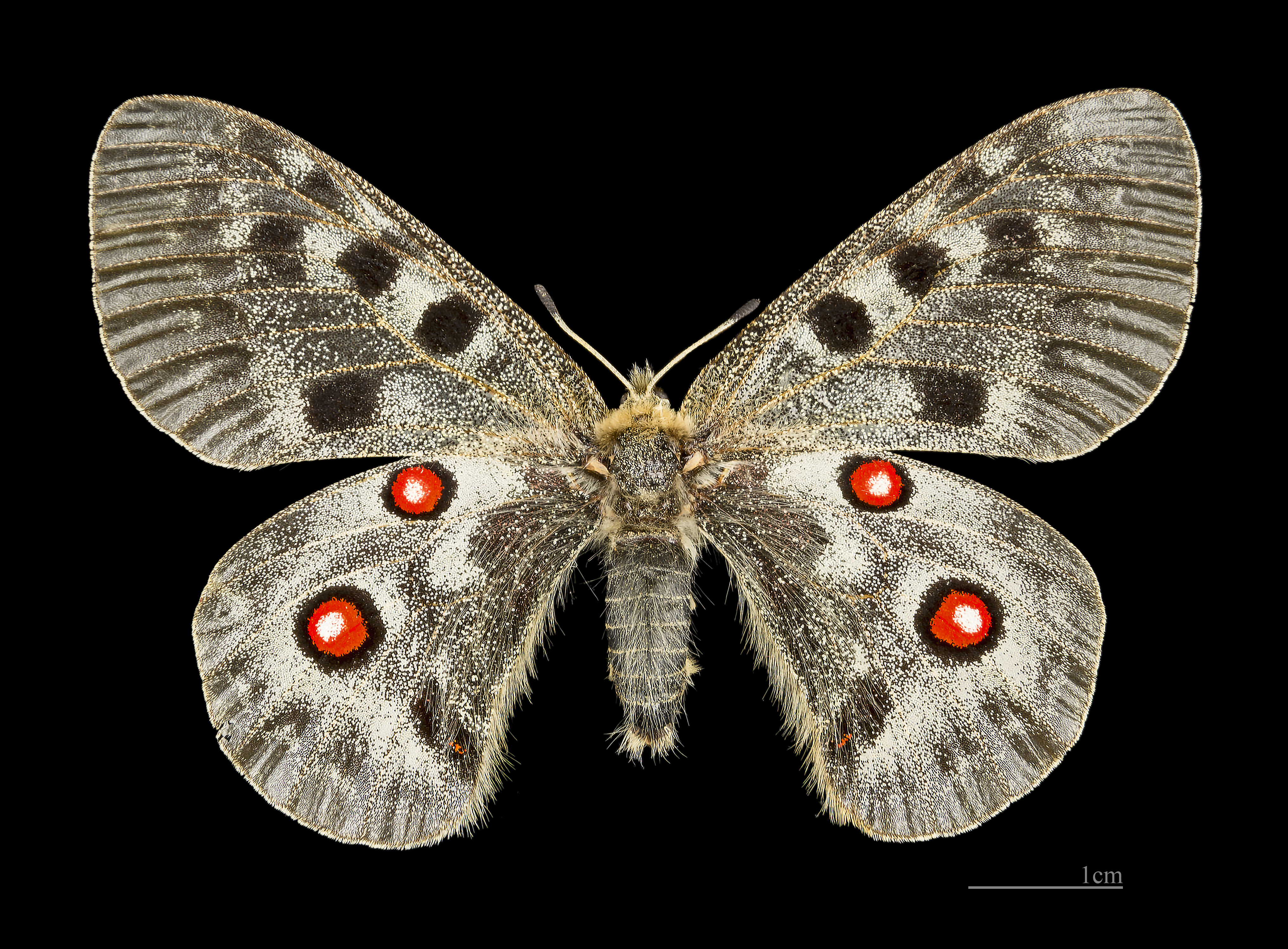
Parnassius apollo, un papillon protégé dans plusieurs pays.

Une espèce protégée est une espèce (végétale, animal, fongique...) qui bénéficie d'un statut de protection légale pour des raisons d'intérêt scientifique ou de nécessité de préservation du patrimoine biologique. Il s'agit généralement d'espèce menacée dont le braconnage, le transport, les manipulations, et parfois l'approche ou la photographie sont au moins temporairement interdits (sauf autorisation dérogatoire spéciale) par divers organismes, sur tout ou partie de l'aire de répartition de l'espèce. 

Ce sont surtout des animaux vertébrés ou des plantes, mais des invertébrés, insectes ou champignons peuvent être concernés.
En général, le transport et le commerce des espèces concernées sont interdits sous toutes leurs formes (individus morts ou vivants, œufs, larves, sous-produits, viandes, etc.). La vente d'animaux empaillés ou naturalisés (même anciens) de ces espèces est généralement interdite, mais ils peuvent être offerts aux musées. Une espèce disparue peut donc également être protégée.

## Législation
Elle varie selon les époques et les pays, mais tend à se développer et se durcir étant donné l'érosion accélérée de la biodiversité.
Elle peut être assortie à d'importantes amendes et de lourdes peines de prison. En France, selon la réglementation relative aux espèces protégées  ; l'article L411-1 du code de l'environnement prévoit un système de protection stricte des espèces de faune et de flore sauvages dont les listes sont fixées par arrêté ministériel. Il est notamment interdit de les détruire, capturer, transporter, perturber intentionnellement  ou de les commercialiser. Ces interdictions peuvent concerner également les habitants des espèces protégées pour lesquels la réglementation peut prévoir des interdictions de destruction, de dégradation et d'altération.

### Dans le monde
Certaines espèces sont protégées ("en tous temps, en tous lieux et sur l'ensemble d'un territoire"), à échelle européenne, paneuropéenne ou plus vaste, dans le cadre de conventions internationales.

### En Europe
Certaines espèces sont protégées au niveau européen, mais subsidiairement par les états-membres.

### En France
C'est le code de l'environnement qui a repris dans son article Art. L. 411-1. - I un ancien article (L211-1) du Code rural (issu de la Loi sur la protection de la nature du 10 juillet 1976) interdisant:
1. La destruction ou l'enlèvement des œufs ou des nids, la mutilation, la destruction, la capture ou l'enlèvement, la perturbation intentionnelle, la naturalisation d'animaux de ces espèces ou, qu'ils soient vivants ou morts, leur transport, leur colportage, leur utilisation, leur détention, leur mise en vente, leur vente ou leur achat (sauf spécimen légalement détenu avant l'interdiction);
2. La destruction, la coupe, la mutilation, l'arrachage, la cueillette ou l'enlèvement de végétaux de ces espèces, de leurs fructifications ou de toute autre forme prise par ces espèces au cours de leur cycle biologique, leur transport, leur colportage, leur utilisation, leur mise en vente, leur vente ou leur achat, la détention de spécimens prélevés dans le milieu naturel (sauf spécimen légalement détenu avant l'interdiction);
3. La destruction, l'altération ou la dégradation du milieu particulier à ces espèces animales ou végétales ;
4. La destruction des sites contenant des fossiles permettant d'étudier l'histoire du monde vivant ainsi que les premières activités humaines et la destruction ou l'enlèvement des fossiles présents sur ces sites.

De plus l'Art. L. 411-4. - I. (Ancien article L211-3 du code rural, issu de la Loi du 2 février 1995) précise :
- Afin de ne porter préjudice ni aux milieux naturels ni à la faune et à la flore sauvages, est interdite l'introduction dans le milieu naturel, volontaire, par négligence ou par imprudence :

1 o De tout spécimen d'une espèce animale à la fois non indigène au territoire d'introduction et non domestique ;

2 o De tout spécimen d'une espèce végétale à la fois non indigène au territoire d'introduction et non cultivée ;

3 o De tout spécimen de l'une des espèces animales ou végétales désignées par l'autorité administrative.

II. - Toutefois, l'introduction dans le milieu naturel de spécimens de telles espèces peut être autorisée par l'autorité administrative à des fins agricoles, piscicoles ou forestières ou pour des motifs d'intérêt général et après évaluation des conséquences de cette introduction.
III. - Dès qu'une infraction est constatée, l'autorité administrative peut procéder ou faire procéder à la capture, au prélèvement, à la garde ou à la destruction des spécimens de l'espèce introduite.

IV. - Lorsqu'une personne est condamnée pour infraction aux dispositions du présent article, le tribunal peut mettre à sa charge les frais exposés pour la capture, les prélèvements, la garde ou la destruction rendus nécessaires.
La loi Grenelle II (29 juin 2010) précise que tenter de détruire des espèces protégées devient également incriminable.

## Listes
Des listes rouges et des listes d'espèces protégées de portée nationale, régionale, départementale ou portant sur les territoires d'outre-mer sont publiées au titre de l'article L.411 du Code de l'Environnement, visant à préserver les espèces animales non-domestiques ou végétales non-cultivées lorsqu'un intérêt scientifique particulier ou les nécessités de la préservation du patrimoine biologique national justifient leur conservation. 

Une série d'arrêtés interministériels fixe les listes limitatives des espèces ainsi protégées et les conditions particulières de leur protection. 
Toute destruction directe ou toute modification des lieux (aménagement, modification du milieu...), susceptible de faire disparaître ou de nuire à des espèces protégées sont interdites.
Parfois la protection est explicitement étendue à l'Habitat de l'espèce en question, à son nid, etc.

## Exceptions
La délivrance de dérogation aux interdictions mentionnées à l'article L. 411-1 du code de l'environnement, est possible dans les conditions suivantes, à condition qu'il n'existe pas d'autre solution satisfaisante et que la dérogation ne nuise pas au maintien, dans un état de conservation favorable, des populations des espèces concernées dans leur aire de répartition naturelle :
- a) Dans l'intérêt de la protection de la faune et de la flore sauvages et de la conservation des habitats naturels ;
- b) Pour prévenir des dommages importants notamment aux cultures, à l'élevage, aux forêts, aux pêcheries, aux eaux et à d'autres formes de propriété ;
- c) Dans l'intérêt de la santé et de la sécurité publiques ou pour d'autres raisons impératives d'intérêt public majeur, y compris de nature sociale ou économique, et pour des motifs qui comporteraient des conséquences bénéfiques primordiales pour l'environnement ;
- d) À des fins de recherche et d'éducation, de repeuplement et de réintroduction de ces espèces et pour des opérations de reproduction nécessaires à ces fins, y compris la propagation artificielle des plantes ;
- e) Pour permettre, dans des conditions strictement contrôlées, d'une manière sélective et dans une mesure limitée, la prise ou la détention d'un nombre limité et spécifié de certains spécimens ;

Ces conditions sont définies par l'article L 411-2 du code de l'environnement. Elles sont issues de la loi no 2006-11 du 5 janvier 2006 - art. 86. Cet article est une traduction en droit français de l'article 16 de la Directive habitats.
Les conditions de demande et d'instruction des dérogations sont définies par l'arrêté du 19 février 2007 modifié par l'arrêté du 28 mai 2009 fixant "les conditions de demande et d'instruction des dérogations définies au 4° de l'article L. 411-2 du code de l'environnement portant sur des espèces de faune et de flore sauvages protégées".
Des arrêtés ont été publiés en 2007 et constituent une modification importante de la protection de la nature puisque les milieux de vie (reproduction et repos notamment) de certaines espèces sont désormais également protégés. C'est le cas des groupes suivants :
- Insectes : arrêté ministériel du 23 avril 2007[9]
- Mollusques : arrêté ministériel du 23 avril 2007[10]
- Mammifères terrestres : arrêté ministériel du 23 avril 2007[11]
- Reptiles et amphibiens : arrêté ministériel du 19 novembre 2007[12]
- Oiseaux : arrêté ministériel du 29 octobre 2009[13]

Les dérogations sont donc obligatoires non plus seulement pour les atteintes aux espèces protégées mais également lorsqu'il y a atteinte à leurs milieux de vie.
Une dérogation concerne également les individus blessés ou malades s'ils doivent en urgence être transportés vers un centre de soins. Elle est cadrée par l'instruction PN/S2 no 93-3 du 14 mai 1993 relative à la mise en œuvre des dispositions de l'arrêté du 11 septembre 1992 relatif aux règles générales de fonctionnement et aux caractéristiques des installations des établissements qui pratiquent des soins sur les animaux de la faune sauvage en vue de leur insertion ou de leur réinsertion dans la nature. Il doit s'agir en l'absence de meilleure solution d'un vrai cas d'urgence (survie de l'animal manifestement menacée, ou risque évident de perte de capacité à pouvoir être réinséré dans la nature), le transport devant alors être effectué "dans les plus brefs délais et par l'itinéraire le plus direct" a précisé le Ministère de l'Environnement (décembre 1996) (idem pour des espèces chassables ou protégées par la convention de Washington sur le commerce international des espèces de faune et de flore sauvage menacées d'extinction), sans que l'objectif de sauvegarde de l'animal ne dispense le sauveteur de devoir se justifier s'il y a lieu devant un agent de la force publique.

## Efficacité de la protection
Les aires protégées et la protection d'espèces sont des moyens essentiels de sauvegarder et restaurer la biodiversité, mais ces moyens ne suffisent pas à supprimer toutes les causes de la régression ou disparition de nombreuses espèces (par exemple les pesticides et divers perturbateurs endocriniens circulent facilement et à large échelle géographique dans l'eau, l'air et les sols). 
Les aires les plus strictement protégées obtiennent les meilleurs résultats en ce qui concerne la survie d'espèces protégées. 
La part des terres incluses dans le réseau mondial d'aires protégées est passé de 9 à 15% de 1992 à 2018 mais une étude récente (Jones et al. 2018) a conclu qu'un tiers de cette surface est sous une intense influence d'activité humaines. C'est dans les régions les plus septentrionales et reculées qu'elles sont le plus épargnées par l'anthropisation et les pressions humaines. Plus de la moitié (55%) des aires protégées créée avant 1992 ont entre cette date et 2018 subi une augmentation de la pression humaine.